# ایلاریو آلوئه
ایلاریو آلوئه (انگلیسی: Ilario Aloe؛ زادهٔ ۱۰ ژوئیهٔ ۱۹۸۶) بازیکن فوتبال اهل ایتالیا است.
از باشگاه‌هایی که در آن بازی کرده‌است می‌توان به باشگاه فوتبال اینتر میلان، باشگاه فوتبال ارورا پرو پاتریا ۱۹۱۹، باشگاه فوتبال آسکولی، و باشگاه فوتبال وارزه اشاره کرد.